# 安引宏
安引 宏（あびき ひろし、1933年8月24日 - ）は、日本の小説家、翻訳家。

## 人物
山梨県生まれ。東京大学文学部英文科卒。筑摩書房で『展望』復刊編集、1970-73年集英社で『すばる』創刊編集長、75年「祝祭のための特別興業」（筆名・志貴宏『死の舞踏』所収）で第1回中央公論新人賞を受賞、文筆活動に入る。

## 著書
- 志貴宏『死の舞踏 破局下の列島の三つのエピソード』中央公論社 1977.8
- 『印度の誘惑』河出書房新社 1986.9
- 『背教者』河出書房新社 1989.11
- 『年のこよみ 零歳から百歳まで、人さまざまな思い』ニュートンプレス選書 1998.11
- 『原万葉葬られた古代史』人文書院 2002.9

### 共著
- 『カルカッタ大全』今井爾郎、大工原弥太郎共著 人文書院 1989.9
- 『新アルハンブラ物語』佐伯泰英と分担解説 新潮社 とんぼの本 1991

### 翻訳
- エドナ・オブライエン『八月はいじわるな月』志貴宏訳 1979.7 ハヤカワ文庫 ISBN 978-4150402013
- V・S・ナイポール『インド・光と風』大工原弥太郎共訳 人文書院 1985.7、ISBN 4409140280
- V・S・ナイポール『インド・闇の領域』大工原弥太郎共訳 人文書院 1985.2、ISBN 4409140272
- ジェイムズ・A・ミッチェナー『わが青春のスペイン』全3冊  1992 福武文庫、
- ヘザー・ウッド『インド・大いなる母―三等列車の旅8000キロ』図書出版社 海外旅行選書、1993
- アラン・ド・ボトン『哲学のなぐさめ 6人の哲学者があなたの悩みを救う』集英社 2002.5、ISBN 978-4087733648
- アラン・ド・ボトン『旅する哲学 大人のための旅行術』集英社 2004.4、ISBN 978-4087734072
- アラン・ド・ボトン『もうひとつの愛を哲学する ステイタスの不安』集英社 2005.11、ISBN 978-4087734409
- V.S.ナイポール『自由の国で』草思社 2007.12、 ISBN 978-4-7942-1663-2
- グレッグ・ホーン『あなたが地球を救う グリーン・ライフ革命』集英社 2008.6、ISBN 978-4087734652
- T.E.ロレンス『砂漠の反乱』グーテンベルク21(電子書籍)で再刊 2011